# Muddapura No.2, Hospet
Muddapura No.2 là một làng thuộc tehsil Hospet, huyện Bellary, bang Karnataka, Ấn Độ.